# Triplogyna
Triplogyna là một chi nhện trong họ Linyphiidae.

## Các loài
Các loài trong chi này gồm:
- Triplogyna ignitula (Keyserling, 1886)
- Triplogyna major Millidge, 1991